# Association sportive Corbeil-Essonnes (football)
 (septembre 2024).
Si vous disposez d'ouvrages ou d'articles de référence ou si vous connaissez des sites web de qualité traitant du thème abordé ici, merci de compléter l'article en donnant les références utiles à sa vérifiabilité et en les liant à la section « Notes et références ».
L'Association sportive Corbeil-Essonnes (AS Corbeil-Essonnes) est un ancien club français de football fondé en 1951 et disparu en 2016 basé à Corbeil-Essonnes.

## Histoire
Né en 1951 de la fusion du FC Corbeil et du Sporting Club Essonne, l'AS Corbeil-Essonne accède au CFA en 1960 et s'y maintient une seule saison. Sous la houlette du président Dupré, le club devient l'AS Corbeil-Essonnes en 1963. Le club attend ensuite 1975 pour s'extraire à nouveau de la DH de la Ligue de Paris. Le club termine ensuite premier du groupe Centre de division 3 lors de la saison 1979-1980, devançant même la réserve de l'ASSE avec laquelle elle partage le point commun de jouer en maillot vert et culotte blanche. Monté en division 2, Corbeil termine bon dernier mais remonte dès l'année suivante en compagnie d'un autre club essonnien, l'ES Viry-Châtillon. Le club recrute l'ancienne star verte Oswaldo Piazza qui est même nommé entraîneur en cours de saison. Finissant une nouvelle fois bon dernier, le club essonnien ne s'en relèvera jamais.
Année après année, malgré l'arrivée d'entraîneurs prestigieux comme un autre ancien Vert, Krimau, le club dégringole dans les classements. Encore en CFA2 en 1999, le club tombe d'une division par année jusqu'à être relégué en Promotion d'honneur de la Ligue de Paris-Île-de-France de football en 2004-2005. En 2011 il évolue toujours dans le championnat de promotion d'honneur d'Île-de-France, la 9e division, rejoint par un autre ancien pensionnaire de la division 2 : le RC Fontainebleau.
En 2013, l'ancien club de division 2 descend en Excellence départementale du District de l'Essonne et devient celui qui est tombé le plus bas dans la hiérarchie du football (si on excepte les clubs qui ont été dissous).
En 2016, l'Association sportive Corbeil-Essonnes décide de dissoudre sa section football et acte de ce fait la disparition du club.

## Palmarès
- Champion de Division d'Honneur (Paris) : 1960, 1975, 1997[3]

## Bilan saison par saison
| Saison    | Div.            | clas. | Pts. | M.J. | Vic. | Nuls | Déf. | B.P. | B.C. | D.B. | Coupe de France |
| 1951-1952 | DH Paris        | --    | --   | --   | --   | --   | --   | --   | --   | --   | n.c.            |
| 1952-1953 | PH Paris        | --    | --   | --   | --   | --   | --   | --   | --   | --   | n.c.            |
| 1953-1954 | PH Paris        | --    | --   | --   | --   | --   | --   | --   | --   | --   | n.c.            |
| 1954-1955 | PH Paris        | --    | --   | --   | --   | --   | --   | --   | --   | --   | n.c.            |
| 1955-1956 | DH Paris        | --    | --   | --   | --   | --   | --   | --   | --   | --   | n.c.            |
| 1956-1957 | DH Paris        | --    | --   | --   | --   | --   | --   | --   | --   | --   | n.c.            |
| 1957-1958 | DH Paris        | --    | --   | --   | --   | --   | --   | --   | --   | --   | n.c.            |
| 1958-1959 | DH Paris        | --    | --   | --   | --   | --   | --   | --   | --   | --   | n.c.            |
| 1959-1960 | DH Paris        | 1er   | 54   | 22   | 15   | 2    | 5    | 43   | 18   | +25  | 3e tour         |
| 1960-1961 | CFA - Nord      | 13e   | 20   | 26   | 8    | 4    | 14   | 27   | 42   | -15  | 1/32e de finale |
| 1961-1962 | DH Paris        | --    | --   | --   | --   | --   | --   | --   | --   | --   | n.c.            |
| 1962-1963 | DH Paris        | 13e   | 40   | 24   | 5    | 6    | 13   | 24   | 39   | -15  | n.c.            |
| 1963-1964 | DHR-B Paris     | 8e    | 37   | 20   | 5    | 7    | 8    | 26   | 32   | -6   | n.c.            |
| 1964-1965 | DHR-B Paris     | --    | --   | --   | --   | --   | --   | --   | --   | --   | n.c.            |
| 1965-1966 | DHR-B Paris     | --    | --   | --   | --   | --   | --   | --   | --   | --   | n.c.            |
| 1966-1967 | DHR-B Paris     | --    | --   | --   | --   | --   | --   | --   | --   | --   | n.c.            |
| 1967-1968 | DHR-B Paris     | --    | --   | --   | --   | --   | --   | --   | --   | --   | n.c.            |
| 1968-1969 | DHR-B Paris     | 7e    | 45   | 22   | 8    | 7    | 7    | 36   | 37   | -1   | n.c.            |
| 1969-1970 | DHR-B Paris     | 2e    | 54   | 22   | 14   | 4    | 4    | 37   | 17   | +20  | n.c.            |
| 1970-1971 | DH Paris        | 4e    | 48   | 22   | 8    | 10   | 4    | 20   | 12   | +8   | 5e tour         |
| 1971-1972 | DH Paris        | 2e    | 51   | 22   | 10   | 9    | 3    | 29   | 11   | +18  | 6e tour         |
| 1972-1973 | DH Paris        | 3e    | 48   | 22   | 12   | 2    | 8    | 36   | 26   | +10  | 4e tour         |
| 1973-1974 | DH Paris        | 2e    | --   | 22   | --   | --   | --   | --   | --   | --   | n.c.            |
| 1974-1975 | DH Paris        | 1er   | --   | 22   | --   | --   | --   | --   | --   | --   | n.c.            |
| 1975-1976 | D3 - Centre     | 2e    | 41   | 30   | 17   | 7    | 6    | 54   | 32   | +22  | n.c.            |
| 1976-1977 | D3 - Centre     | 11e   | 27   | 30   | 11   | 5    | 14   | 46   | 52   | -6   | n.c.            |
| 1977-1978 | D3 - Centre     | 6e    | 33   | 30   | 12   | 9    | 9    | 36   | 33   | +3   | n.c.            |
| 1978-1979 | D3 - Est        | 13e   | 21   | 30   | 6    | 9    | 15   | 28   | 44   | -16  | n.c.            |
| 1979-1980 | D3 - Centre     | 2e    | 42   | 30   | 18   | 6    | 6    | 48   | 34   | +14  | n.c.            |
| 1980-1981 | D2 - Groupe A   | 18e   | 21   | 34   | 6    | 9    | 19   | 31   | 62   | -31  | n.c.            |
| 1981-1982 | D3 - Nord       | 1er   | 42   | 30   | 15   | 12   | 3    | 37   | 27   | +12  | n.c.            |
| 1982-1983 | D2 - Groupe A   | 18e   | 14   | 34   | 3    | 8    | 23   | 24   | 69   | -45  | n.c.            |
| 1983-1984 | D3 - Ouest      | 11e   | 26   | 30   | 9    | 8    | 13   | 32   | 35   | -3   | n.c.            |
| 1984-1985 | D3 - Centre     | 14e   | 23   | 30   | 7    | 9    | 14   | 25   | 43   | -18  | n.c.            |
| 1985-1986 | D4 - Groupe E   | --    | --   | --   | --   | --   | --   | --   | --   | --   | n.c.            |
| 1986-1987 | D3 - Est        | 12e   | 26   | 30   | 7    | 12   | 11   | 26   | 41   | -15  | n.c.            |
| 1987-1988 | D3 - Centre     | 15e   | 20   | 30   | 8    | 4    | 18   | 24   | 49   | -25  | n.c.            |
| 1988-1989 | D4 - Groupe A   | --    | --   | --   | --   | --   | --   | --   | --   | --   | n.c.            |
| 1989-1990 | D4 - Groupe F   | --    | --   | --   | --   | --   | --   | --   | --   | --   | n.c.            |
| 1990-1991 | D4 - Groupe B   | --    | --   | --   | --   | --   | --   | --   | --   | --   | n.c.            |
| 1991-1992 | D4 - Groupe A   | --    | --   | --   | --   | --   | --   | --   | --   | --   | n.c.            |
| 1992-1993 | D4 - Groupe A   | --    | --   | --   | --   | --   | --   | --   | --   | --   | n.c.            |
| 1994-1995 | DH Paris        | --    | --   | --   | --   | --   | --   | --   | --   | --   | n.c.            |
| 1995-1996 | DH Paris        | --    | --   | --   | --   | --   | --   | --   | --   | --   | n.c.            |
| 1996-1997 | DH Paris        | --    | --   | --   | --   | --   | --   | --   | --   | --   | n.c.            |
| 1997-1998 | CFA2 - Groupe B | --    | --   | --   | --   | --   | --   | --   | --   | --   | n.c.            |
| 1998-1999 | CFA2 - Groupe H | --    | --   | --   | --   | --   | --   | --   | --   | --   | n.c.            |
| 1999-2000 | CFA2 - Groupe H | --    | --   | --   | --   | --   | --   | --   | --   | --   | n.c.            |
| 2000-2001 | DH Paris        | --    | --   | --   | --   | --   | --   | --   | --   | --   | n.c.            |
| 2002-2003 | DSR Paris       | --    | --   | --   | --   | --   | --   | --   | --   | --   | n.c.            |
| 2003-2004 | DHR Paris       | --    | --   | --   | --   | --   | --   | --   | --   | --   | n.c.            |
| 2004-2005 | PH-C Paris      | --    | --   | --   | --   | --   | --   | --   | --   | --   | n.c.            |
| 2009-2010 | PH-A Paris      | --    | --   | --   | --   | --   | --   | --   | --   | --   | n.c.            |
| 2010-2011 | PH-A Paris      | --    | --   | --   | --   | --   | --   | --   | --   | --   | n.c.            |
| 2011-2012 | PH-A Paris      | --    | --   | --   | --   | --   | --   | --   | --   | --   | n.c.            |
| 2012-2013 | PH-A Paris      | --    | --   | --   | --   | --   | --   | --   | --   | --   | n.c.            |

## Entraîneurs
- Joseph Mercier
- 1970-1979 :  José Garcia (père de Rudi Garcia)
- 1979-1980 :  Bernard Deferrez
- 1998-1989 :  /  André Bodji
- 1992-1994 :  Camille Choquier
- 1994-1998 :  Rudi Garcia
- 2001-2003 :  Isaac N'Gata